# Mission: Rettung der Menschheit
Mission: Rettung der Menschheit (chinesisch 使命: 拯救人類 / 使命: 拯救人类, Pinyin Shǐmìng: Zhěngjiù rénlèi) ist eine Science-Fiction-Kurzgeschichte des chinesischen Schriftstellers Liu Weijia, zuerst veröffentlicht in Contemporary Chinese Original Science Fiction (当代中国原创科幻小说丛书) im April 1999. Eine deutsche Übersetzung von Eva Lüdi Kong erschien am 14. September 2020 in der Anthologie Quantenträume, herausgegeben vom Heyne Verlag.

## Handlung
Nach einem Flugzeugabsturz in der Wüste wird ein im Frachtraum aufbewahrter und zur „Rettung der Menschheit“ programmierter Roboter beauftragt, nach Wasser zu suchen. Viele Jahre später wird der Roboter in einer Oase, wo eine Mutter mit ihrer Tochter lebt, fündig und bringt das Wasser zum Wrack zurück. Sein Auftraggeber ist inzwischen verstorben. Verwirrt darüber, ob seine Mission der Rettung nun gelungen ist, gießt der Roboter das Wasser über die vertrocknete Leiche. Anschließend kehrt der Roboter zur Oase zurück und interpretiert den Dienst an Mutter und Tochter als deren Rettung. Über die nächsten Jahre sterben diese jedoch an einem Schlangenbiss und einer Krankheit, gegen die der Roboter nichts ausrichten kann. Auf weiterer Suche nach der Möglichkeit zur Rettung wird der Roboter in einer zerstörten Stadt von den dort lebenden Menschen dafür benutzt, andere Roboter zu reparieren. Der Roboter entdeckt jedoch deren Benutzung für einen verheerenden Krieg, programmiert diese daraufhin zur Rettung von Menschenleben um und begeht Suizid.

## Kritik
Christin Endres von diezukunft.de schreibt, die Kurzgeschichte sei „gleichermaßen packend wie einfühlsam“. Gunther Barnewald von phantastiknews.de lobt die Kurzgeschichte als „hervorragend“. Josefson von der österreichischen Tageszeitung Der Standard findet, die Kurzgeschichte gehöre in Quantenträume zu den „Erlebnisse[n] der schlichten Art“, denn „keine von ihnen liefert eine auch nur annähernd überzeugende Darstellung von Künstlicher Intelligenz“.
Markus Pohlmeyer von culturmag.de findet die Kurzgeschichte „lebt von Implikationen und Verfremdungseffekten“ und stellt dazu fest: „Wirkungsvoll die Ich-Perspektive des Roboters“. Abschließend ist dazu sein Fazit: „Auch wenn die Ich-Erzähl-Perspektive die Illusion erweckt, wir bekämen Einblick in das Denken dieses Roboters, bleibt dennoch die Frage offen, ob wir je das Innenleben/Bewusstsein/Selbst einer KI verstehen können. (Nein.)“ Darüber hinaus heißt es zu den Metaphern der Kurzgeschichte: „Deutlicher können die Bezüge zum Anfang des Buches Genesis gar nicht sein.“